# 69 Hesperia
Hesperia /hɛˈspɪəriə/ (định danh hành tinh vi hình: 69 Hesperia) là một tiểu hành tinh lớn thuộc kiểu quang phổ M, ở vành đai chính. Nó được nhà thiên văn học nổi tiếng người Ý Giovanni Schiaparelli phát hiện ngày 26 tháng 4 năm 1861 từ thành phố Milano trong khi ông ấy đang tìm kiếm tiểu hành tinh 63 Ausonia.. Đây là tiểu hành tinh duy nhất do ông phát hiện. Schiaparelli đặt tên nó là Hesperia để vinh danh nước Ý (từ này là một thuật ngữ Hy Lạp dùng để chỉ bán đảo). Tiểu hành tinh này quay quanh Mặt trời với chu kỳ là 5,14 năm, bán trục lớn là 2,980 AU và độ lệch tâm là 0,165. Mặt phẳng quỹ đạo nghiêng một góc 8,59° so với mặt phẳng hoàng đạo.
Hesperia được quan sát bởi kính viễn vọng vô tuyến Arecibo vào tháng 2 năm 2010. Các quan sát bằng kính viễn vọng vô tuyến kết hợp với các mô hình hình dạng dựa trên đường cong ánh sáng, dẫn đến ước tính được đường kính là 110 ± 15 km. Albedo vô tuyến phù hợp với tiểu hành tinh kiểu M giàu kim loại.